# HD223247
HD223247 — хімічно пекулярна зоря спектрального класу A6, що має видиму зоряну величину в смузі V приблизно  8,2.
Вона  розташована на відстані близько 474,8 світлових років від Сонця.